# Thalatha conjecturalis
Thalatha conjecturalis är en fjärilsart som beskrevs av Swinhoe 1890. Thalatha conjecturalis ingår i släktet Thalatha och familjen nattflyn. Inga underarter finns listade i Catalogue of Life.